# Carl Magnus Blom
Carl Magnus Blom (Kalvsviks, 1 de marzo de 1737-Hedemora, 4 de abril de 1815) fue un médico, y botánico sueco, de los llamados apóstoles de Linneo. Sus padres eran el reverendo Zacarías Blom y su esposa Margareta Orre. En 1773 se casó con Anna Kristina Petré.
En 1755, obtuvo la licenciatura en divinidad, en la Universidad de Upsala, con la intención de ser sacerdote. Con el fin de servir mejor a sus futuros feligreses, también daba clases en medicina. Con la complacencia de Linneo, estudia medicina. En 1760, viajó por Dinamarca y los Países Bajos; y, reapareció en 1761 en Upsala, donde en 1763 obtiene el PhD con honores. En 1764, se convirtió en médico en Bergslagen del Este y en 1774 fue nombrado médico de distrito en Hedemoravägen, posición desde la cual se jubiló, a petición propia, en 1808.

## Algunas publicaciones
- 1815. Assessorens och f.d. provincial-medici, doctor Carl Magn. Bloms biographie
- 1776. Ytterligare rön och anmärkningar om masken Ascaris lumbriocides (Otras conclusiones y observaciones de la lombriz Ascaris lumbriocides)
- 1763. Diss. botan. med. sistens lignum quassiae. Con Carl von Linneo en línea

## Eponimia
Género
- (Sapindaceae) Blomia Miranda[2]

Especies botánicas
- (Chenopodiaceae) Chenopodium blomianum Aellen[3]
- (Poaceae) Hordeum blomii Thell.[4]
- (Poaceae) Puccinellia blomii Jansen[5]
- (Rosaceae) Rosa blomii Lindstr.[6]

Especies zoológicas
- Tortrix blomiana Linnaeus, 1758 (hoy Acleris hastiana)[7][8]